# Алтънджиите идат
„Алтънджиите идат“ е български игрален филм от 2006 година, по сценарий и режисура на Никола Бошнаков.

## Състав
Не е налична информация за актьорския състав.